# Torre de la Higuera
La Torre de la Higuera, coneguda col·loquialment com "La Peña" o "La Piedra", era una torre de guaita que es trobava a la platja de Matalascañas, al terme municipal d'Almonte (Huelva), en l'àmplia platja coneguda genèricament com a platja de Castilla. Era una de les onze torres que hi havia a la província de Huelva pertanyents al sistema de torres de vigilància costanera, que abastava gran part de les costes espanyoles, encara que d'aquesta no queden més que els seus fonaments bolcats sobre la platja.
Amb l'aparença d'un enorme capitell recolzat en la línia de la baixamar, s'ofereix des de fa anys l'única resta visible de la que va ser la torre de la Higuera. El seu estrany aspecte es deu al fet que en estar en posició totalment invertida, l'eixample del plint circular i els fonaments es mostren a l'aire com a coronació, mentre els murs descarnats per la marea rompent s'enfonsen en la sorra i en l'aigua.
Aquesta inusitada posició data de bastant antic i no ha alterat substancialment el seu estat de conservació almenys en el que va de segle, evidenciant així l'excepcional qualitat de l'argamassa emprada i de l'obra en general, que està resistint un desgast i en una posició forçada per als quals no va ser concebuda.

## Història
El seu origen es remunta cap al segle xvi, quan les platges de Castella, pas obligat del comerç entre Europa i Amèrica, van ser saquejades i atacades per corsaris i pirates barbarescos vinguts de les costes nord-africanes. Per aquest motiu, a la fi del segle xvi, el rei Felip II va ordenar construir una sèrie de torres per a defensar les costes espanyoles. El projecte de fortificació de la costa atlàntica andalusa, des de Gibraltar fins a Ayamonte, va ser a càrrec del comissionat real Luis Bravo de Laguna.
Es va manar construir el 1577. Quan es projectava aquesta línia de torres alimares, es va indicar la necessitat de construir una torre «ordinària», d'una sola volta o cambra, per constituir un punt d'aigua, fondejat per a la navegació de cabotatge procedent de Sanlúcar de Barrameda, i estada de pescadors, sotmès tot això a les visites dels vaixells barbarescos.
El seu estat actual es deu al terratrèmol de Lisboa de 1755, que la va fer bascular des de la part superior del penya-segat margo-arenós d'origen continental on s'emplaçava originalment, caient els fonaments a la platja.

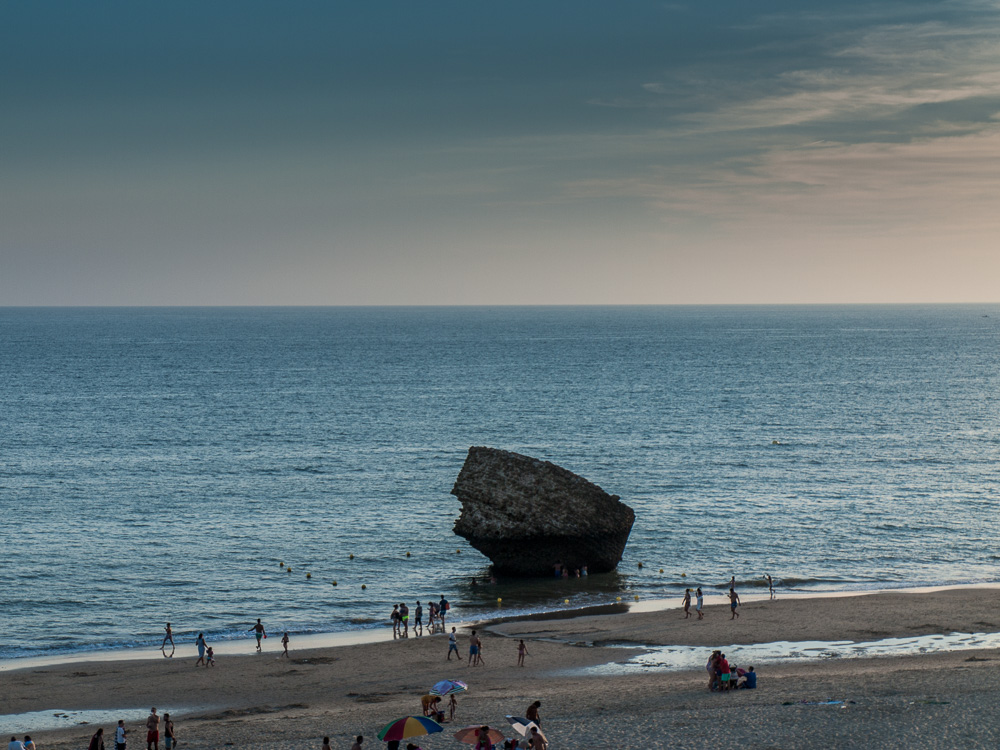
Torre i la platja

## Estat actual
Actualment només es conserven els fonaments de la torre, que es troben bolcats a la riba i en posició invertida. La torre ofereix al visitant una visió poc comuna de la seva fonamentació, la qual està en mal estat de conservació com a conseqüència del pas del temps i l'acció de la mar. Avui dia es troba sota la protecció de la Declaració genèrica del Decret de 22 d'abril de 1949, i la Llei 16/1985 sobre el Patrimoni Històric Espanyol, que la va declarar bé d'interès cultural.
A llarg termini, s'ha detectat que la mar ha guanyat més de 200 metres a la platja en els últims 200 anys per l'acció de l'aigua.
L'ús indiscriminat de la torre com a punt de suport per a saltar a l'aigua, amb els perills que això comporta, ha portat a les autoritats a prohibir aquesta pràctica.